# Leadsheet
Ett leadsheet är en form av musiknotation som specificerar en  populär låts väsentliga element: melodi, text och harmoni. Melodi skrivs i modern musiknotation, orden skrivs som text under notraden och harmonin specificeras med  ackordanalys ovanför notraden. 
Tillsammans definierar melodin, sångtexten och harmonierna vad en sång är. I musikbranschen och lagstiftning, är ett “lead sheet” det dokument som används för att beskriva ett musikstycke för legala ändamål. 
Musiknotationen beskriver inte ackordstämmorna, basgång eller andra delar av ackompanjemanget. Dessa specificeras senare av en arrangör eller improviseras av artisterna, och anses vara del av arrangemanget eller framförandet av en låt, snarare än en del av själva låten. "Lead" syftar på en låts huvudstämma, den viktigaste melodin eller stämman. 
En musikalisk del eller tema kan också vara en del av ett lead sheet, om detta anses väsentligt för låtens identitet. Till exempel är öppningsgitarriffet från Deep Purples "Smoke on the Water" en del av låten; varje framförande av låten bör inkludera riffet som spelas på gitarr, och varje imitation av det gitarriffet är en imitation av låten. Därmed är riffet med i låtens lead sheet.